# NGC 2962
NGC 2962是一个位于长蛇座的透镜星系。该星系距离地球大约1.1亿光年。該星系由阿尔贝特·马特於1864年12月10日发现。

## 星系特征
NGC 2962是一个透镜星系，拥有两个旋臂，没有核球。该星系还有两个环状结构，内环的主轴长为0.93角分，外环的主轴长为2.13角分。该星系同时也拥有在HI波段可见的氢盘。
NGC 2962的外环的面亮度比较低。外环由紧密缠绕的旋臂组成，这些旋臂与核球有着微弱的联系。在星系明亮的内部区域中几乎观测不到任何旋臂结构。外环在紫外波段比内环更亮，且包含了星系总质量的5%-8%。
该星系可能吸积了伴星系的气体，这导致其核球中重新出现了恒星形成活动。

## 临近星系
NGC 2962是LGG 178星系群的成员。NGC 2966和UGC 5107也是该星系群的成员。NGC 2962和临近的气体富有星系SDSS J094056.3+050240.5间有氢桥连接，两星系相距8角分。